# (358) Apollonia
(358) Apollonia – planetoida z pasa głównego asteroid okrążająca Słońce w ciągu 4 lat i 328 dni w średniej odległości 2,88 j.a. Została odkryta 8 marca 1893 roku w Observatoire de Nice w Nicei przez Auguste Charloisa. Nazwa planetoidy pochodzi od Apollonii, starożytnej greckiej kolonii w Ilirii. Przed jej nadaniem planetoida nosiła oznaczenie tymczasowe (358) 1893 K.